# ريتشارد كلاين
ريتشارد كلاين (بالإنجليزية: Richard Klein)‏ هو إحاثي وأحيائي أمريكي، ولد في 11 أبريل 1941 في شيكاغو في الولايات المتحدة.